# Salomon Jacob Cohen

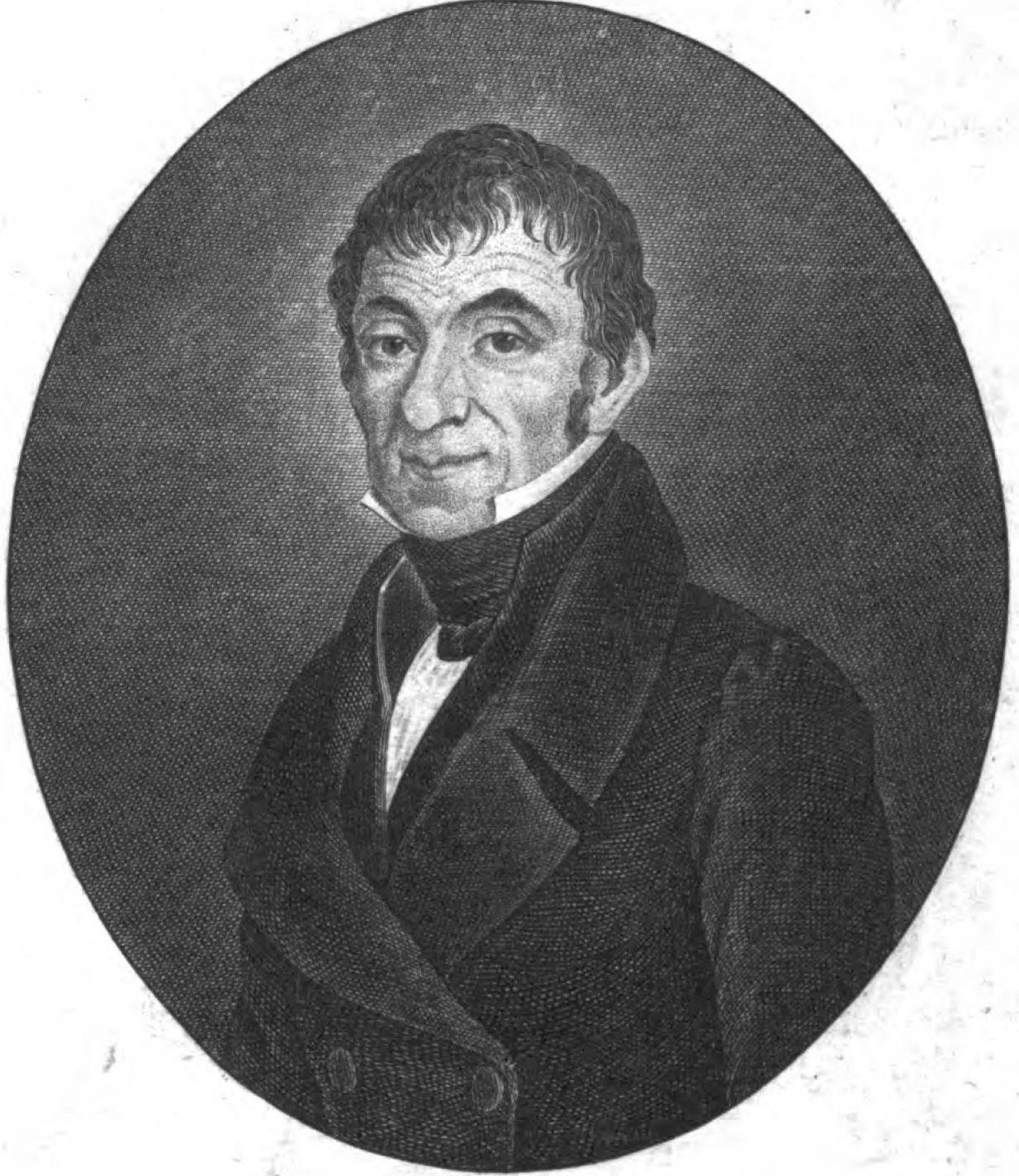
Salomon Jacob Cohen. Frontispiz zu seinem Versepos Nir David, Wien 1834.

Salomon Jacob Cohen (geboren am 23. Dezember 1772 in Meseritz; gestorben am 20. Februar 1845 in Hamburg; שלום הכהן; auch: Schalom ben Jakob Kohen, Schalom Jacob Cohen, S. J. Cohn, Salomon Hakohen, Shalom HaKohen und weitere Namensvarianten) war ein deutscher jüdischer Hebraist, Lehrer, Schriftsteller und Bibelübersetzer, und ein wichtiger Vertreter der Haskala in Berlin, Hamburg und Wien.
Cohen ging als Jugendlicher nach Berlin, wo er durch Hartwig Wessely die hebräische Poesie lieben lernte und bald als herausragender Stilist des Hebräischen galt. 1800 bis 1808 war er Lehrer für Hebräisch und Religion an der von David Friedländer gegründeten Jüdischen Freischule Berlin; 1808 gründete er die Gesellschaft der Freunde der hebräischen Sprache; 1809 bis 1811 war er der letzte Herausgeber der ersten hebräischen Literaturzeitschrift Ha-Meassef, die er vergeblich wiederzubeleben versuchte.
Cohen wirkte auch in Altona, Dessau und London, ehe er sich in Hamburg niederließ. 1820 wurde er vom Drucker Anton Schmidt nach Wien geholt, wo er die erste hebräische Zeitschrift in Österreich gründete, die Literaturzeitschrift Bikkurej ha-ittim („Erstlingsfrüchte der Zeiten“).
1810 übersetzte Cohen für die Fürther Bibel das biblische Buch Jeremia ins Deutsche; 1824 bis 1827 gab er in Hamburg eine vollständige deutsche Ausgabe des Tanach heraus.

## Werke
- Mishle Agur. Berlin 1799 (Fabelsammlung, mit deutscher Übersetzung).
- Torat Leschon Ivrit – Hebräische Sprachlehre. Drei Bände, Berlin 1802.
- Morgenländische Pflanzen auf nördlichem Boden. Eine Sammlung neuer Hebräischer Poesien nebst deutscher Uebersetzung. Frankfurt a. M. 1807 Digitalisat.
- Katechismus der israelitischen Religion. Zum ersten Unterricht für Israelitische Knaben und Mädchen. Hamburg 1812 (erschien auch in dänischer Übersetzung).
- Amal-ve-Thuerza. Rödelheim 1812 (Drama).
- Schorsche Emunah. London 1815 (Handbuch der jüdischen Religion; mit englischer Übersetzung von Dr. Josua van Oven).
- Masa Batawi. Amsterdam 1814 (Ode zu Ehren Hollands; mit niederländischer Übersetzung von H. Somerhausen).
- Ketaw Joscher. Wien 1820 (Sammlung hebräischer und deutscher Musterbriefe).
- Die heilige Schrift. mit möglichster Correctheit des hebräischen Textes. Nebst verbesserter deutscher Uebersetzung. Hamburg 1824/27.
- Ner Dawid. Wien 1834  (Gedicht) Digitalisat.
- Kore ha-Dorot. Wilna 1837 (Jüdische Geschichte).